# Донецкий национальный университет
Донецкий национальный университет имени Василия Стуса (ДонНУ) (укр. Донецький національний університет імені Василя Стуса) — высшее учебное заведение, один из крупнейших классических университетов Украины.
Был создан в 1937 году под названием Сталинский педагогический институт. В 1965—2000 годах — Донецкий государственный университет. 11 сентября 2000 года получил статус национального университета. В структуру Донецкого национального университета входят девять факультетов, два региональных центра подготовки и переподготовки специалистов, отдел международного образования для подготовки иностранных студентов.
В ежегодном рейтинге 1000 лучших вузов мира QS World University Rankings, представленном британской международной компанией Quacquarelli Symonds, университет в 2013 и 2014 годах находился в группе «701+».
7 июля 2014 г. поддерживаемые Россией сепаратисты заняли четыре общежития Донецкого университета. Вооруженные люди выгнали студентов из комнат. Девять дней спустя сепаратисты захватили весь университет. В течение лета сепаратисты похитили как минимум семнадцать автомобилей, принадлежащих университету, и превратили студенческие общежития в казармы для своих бойцов.
Ректор университета в октябре 2014 договорился о переезде университета в Винницу. Переезд университета одобрило Министерство образования Украины. В Винницу переехала часть студентов и преподавателей, в то время как другая часть осталась в Донецке. Донецкий национальный университет, позже получивший имя Василия Стуса, стал первым учебным заведением в изгнании.
Оставшаяся в Донецке часть контролируемыми РФ властями была организована в Донецкий государственный университет (ДонГУ).

## История
15 июля 1937 года в городе Сталино был основан Сталинский государственный педагогический институт. Институт состоял из двух факультетов (исторический и филологический) и насчитывал 138 студентов.
9 октября 1941 года, в связи с приближающейся линией фронта институт был эвакуирован в город Кунгур Молотовской области (сейчас — Пермский край). В декабре 1943 года, после освобождения города от немецко-фашистских захватчиков, институт вернулся в Сталино.
В начале 1950-х областные власти были уверены в том, что вуз получит университетский статус, и в 1953 году Складская улица, на которой располагался институт, была переименована в Университетскую.
В 1961 году, в связи с переименованием города в Донецк, вуз сменил название, став Донецким государственным педагогическим институтом. 14 сентября 1964 года Донецкий педагогический институт стал Донецким филиалом Харьковского государственного университета им. А. М. Горького (ХГУ), а 28 мая 1965 года он был официально реорганизован в Донецкий государственный университет.
В 1972 году в главном корпусе был основан музей истории Донецкого университета.
11 сентября 2000 года указом президента Украины Донецкому университету присвоен статус национального. В 2004 году Донецкий университет первым из украинских вузов подписал Великую хартию университетов и присоединился к Болонскому процессу.
В феврале 2009 года президент Украины Виктор Ющенко по инициативе группы студентов рассмотрение вопроса о присвоении университету имени украинского поэта и диссидента Василия Стуса. Однако, сперва конференция студентов университета, а затем Учёный совет и трудовой коллектив вуза отвергли это предложение.
В 2014 году в результате войны на Донбассе Донецк захватили пророссийские сепаратисты под контролем России. 7 июля 2014 г. поддерживаемые Россией сепаратисты заняли четыре общежития Донецкого университета. Вооруженные люди выгнали студентов из комнат. Девять дней спустя сепаратисты захватили весь университет. В течение лета сепаратисты похитили как минимум семнадцать автомобилей, принадлежащих университету, и превратили студенческие общежития в казармы для своих бойцов.
В связи с этим украинскими властями было принято решение перевести университет с неподконтрольной территории в Винницу, где для размещения Донецкого национального университета было выделено бывшее административное здание завода «Кристалл», а также предоставлены аудитории в других вузах. В Винницу из Донецка перебралась часть преподавательского состава и студентов, в то время как другая часть осталась в Донецке.
В 2014—2015 годах представителями университетов в Виннице и Донецке обнародовались существенно расходящиеся цифры по количеству студентов и сотрудников вуза, которые остались в Донецке или же перебрались в Винницу. Это было связано с тем, что многие преподаватели и студенты находились в состоянии неопределённости, выбирая, остаться в Донецке или уехать в Винницу; к тому же, переехавший в Винницу Донецкий университет находился в стадии обустройства, открыв учебный год только 3 ноября 2014 года, поэтому большая часть занятий проходила дистанционно. Так, по словам Сергея Барышникова, назначенного правительством Донецкой Народной Республики ректора донецкой части университета в сентябре 2014 — марте 2015 годов, в Донецке осталось 75 % довоенного преподавательского состава. Вместе с тем, по данным ректора Донецкого национального университета Романа Гринюка изначально на переезд в Винницу согласилось 70 % преподавателей и 60 % студентов.
По данным Донецкого национального университета в Виннице, опубликованным в 2017 году, в ВУЗ на подконтрольной Украине территории переехало примерно 60 % преподавателей, главным образом гуманитарных специальностей. Количество студентов университета в 2017 году составило около шести тысяч человек, при этом только 15 % из них переехали из Донбасса, остальные же — жители других регионов, прежде всего, Винницкой области.
Контролирующие Донецк власти убрали кафедры истории Украины и украинского языка. В мае 2015 года на корпусе филологического факультета здания университета в Донецке был уничтожен барельеф Василя Стуса.
10 июня 2016 года две трети членов конференции трудового коллектива Донецкого национального университета в Виннице проголосовали за то, чтобы вуз носил имя украинского поэта и политзаключённого Василия Стуса. Преподавание в университете ведётся исключительно на украинском языке.
17 июля 2019 года Федеральной службой по надзору в сфере образования и науки РФ Донецкому национальному университету было выдано российское свидетельство о государственной аккредитации. Преподавание в университете ведётся исключительно на русском языке.

## Структура ДонГУ (Донецк)

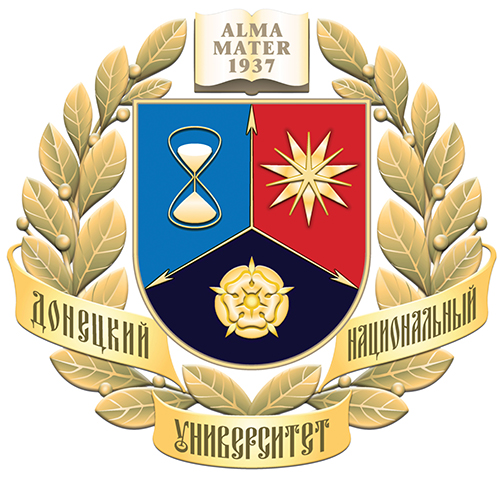
Эмблема ДонГУ (Донецк)

В структуру университета входит 15 факультетов, а также две общеуниверситетские кафедры (кафедра философии и кафедра физического воспитания и спорта), лицей-интернат, два учебно-консультационных центра подготовки специалистов, мультимедиацентр, Есенинский центр, научно-исследовательские подразделения. Кроме того, в структуру входят учебно-научный институт «Экономическая кибернетика», институт педагогики, институт физической культуры и спорта, Горловский техникум и Енакиевский техникум экономики и менеджмента.
Исторический факультет
- Кафедра всемирной истории
- Кафедра региональной истории
- Кафедра истории России
- Кафедра историографии, источниковедения, археологии и методики преподавания истории
- Кафедра международных отношений и внешней политики
- Кафедра политологии

Филологический факультет
- Кафедра журналистики
- Кафедра общего языкознания и истории языка имени Е. С. Отина
- Кафедра психологии
- Кафедра русского языка
- Кафедра истории русской литературы и теории словесности
- Кафедра славянской филологии и прикладной лингвистики
- Кафедра мировой и отечественной культуры

Факультет иностранных языков
- Кафедра германской филологии
- Кафедра английской филологии
- Кафедра романских филологии
- Кафедра теории и практики перевода
- Кафедра зарубежной литературы
- Кафедра английского языка для естественных и гуманитарных специальностей
- Кафедра английского языка для экономических специальностей

Биологический факультет
- Кафедра биофизики
- Кафедра ботаники и экологии
- Кафедра зоологии и экологии
- Кафедра физиологии растений
- Кафедра физиологии человека и животных

Юридический факультет
- Кафедра конституционного и международного права
- Кафедра хозяйственного права
- Кафедра теории и истории государства и права
- Кафедра гражданского права и процесса
- Кафедра уголовного права и процесса
- Кафедра административного и финансового права

Экономический факультет
- Кафедра экономики предприятия
- Кафедра менеджмента
- Кафедра маркетинга и логистики
- Кафедра управления персоналом и экономики труда
- Кафедра математики и математических методов в экономике
- Кафедра национальной и региональной экономики
- Кафедра международной экономики
- Кафедра международного бизнеса и делового администрирования
- Кафедра дизайна и арт-менеджмента
- Кафедра развития и размещения производительных сил

Учётно-финансовый факультет
- Кафедра «Финансы и банковское дело»
- Кафедра «Учёт, анализ и аудит»
- Кафедра «Экономическая статистика»
- Кафедра «Экономическая теория»
- Кафедра «Коммерция и таможенное дело»

Факультет математики и информационных технологий
- Кафедра высшей математики и методики преподавания математики
- Кафедра информационных систем управления
- Кафедра математического анализа и дифференциальных уравнений
- Кафедра прикладной математики и теории систем управления
- Кафедра прикладной механики и компьютерных технологий
- Кафедра теории вероятностей и математической статистики
- Кафедра теории упругости и вычислительной математики
- Центр математического просвещения

Физико-технический факультет

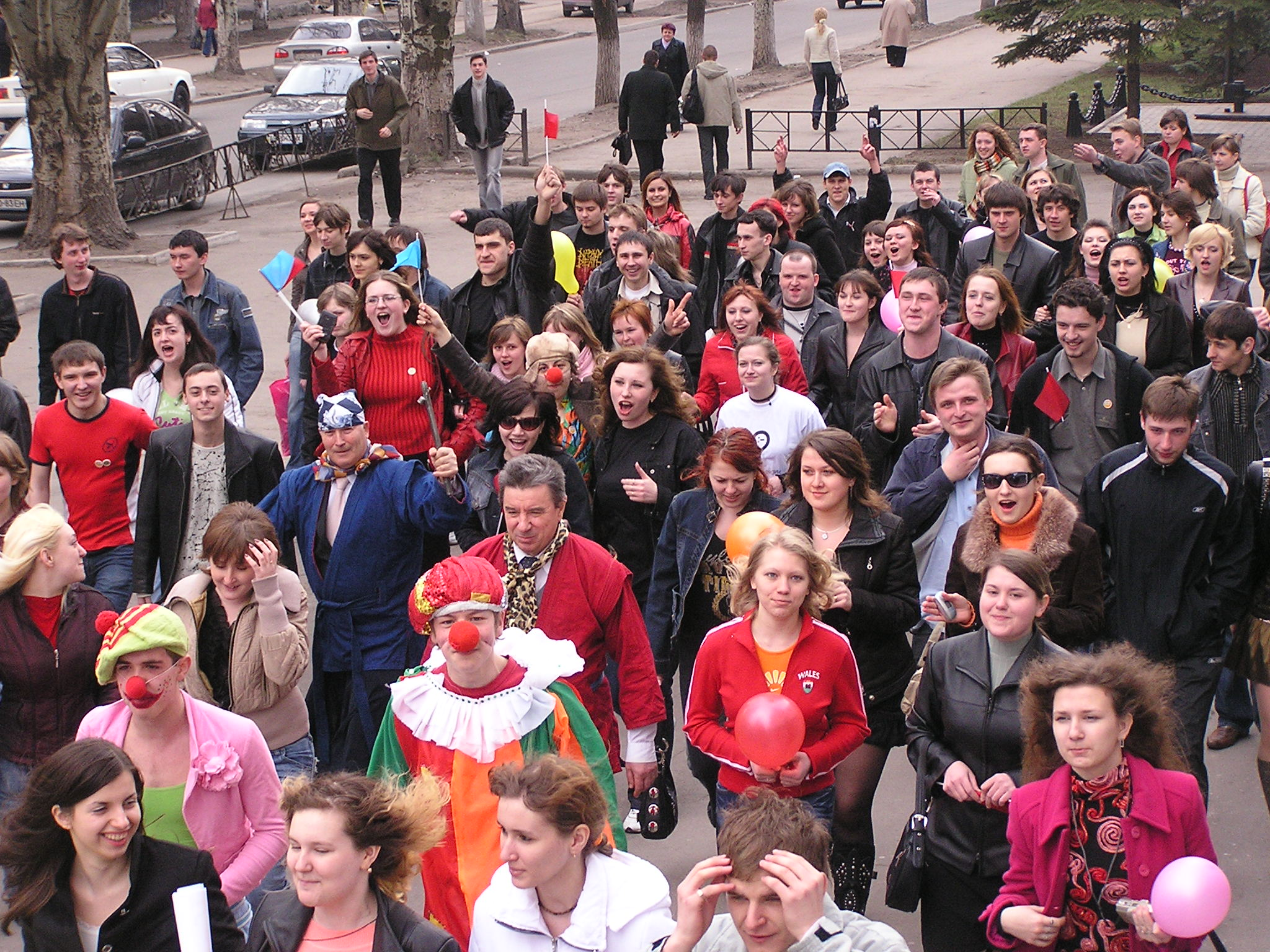
Шествие студентов на День физика. 2006 год.

- Кафедра физики неравновесных процессов, метрологии и экологии им. И. Л. Повха
- Кафедра теоретической физики и нанотехнологий
- Кафедра радиофизики и инфокоммуникационных технологий
- Кафедра общей физики и дидактики физики
- Кафедра компьютерных технологий
- Кафедра математической физики

Химический факультет
- Кафедра аналитической химии
- Кафедра биохимии и органической химии
- Кафедра неорганической химии
- Кафедра физической химии

Международный факультет
- Кафедра естественных и социально-экономических дисциплин
- Кафедра лингводидактики
- Кафедра русского языка для иностранных студентов основных факультетов

Факультет дополнительного и профессионального образования
- Кафедра инженерной и компьютационной педагогики
- Кафедра библиотековедения и документоведения
- Кафедра дополнительного образования
- Кафедра образовательных технологий

Специализированный факультет

## Структура ДонНУ имени Стуса (Винница)
В структуру университета входит 9 факультетов, а также Мариупольский филиал ДонНУ (Мариуполь), филиал ДонНУ «Бизнес-инновационный центр „ДонНУ-Подолье“» (Хмельницкий), биостанция (с. Дроновка Бахмутского района Донецкой области).
Факультет информационных технологий
кафедра прикладной математики
- Кафедра информационных технологий
- Кафедра информационных систем управления
- Кафедра политологии и государственного управления
- Кафедра журналистики

Физико-технический факультет
- Кафедра компьютерных технологий
- Кафедра радиофизики и кибербезопасности
- Кафедра общей физики и дидактики физики

Факультет истории и международных отношений
- Кафедра истории Украины и специальных отраслей исторической науки
- Кафедра всемирной истории и археологии
- Кафедра международных отношений и внешней политики
- Кафедра философии

Филологический факультет
- Кафедра украинской филологии и культуры
- Кафедра украинского языка
- Кафедра общего и прикладного языкознания и славянской филологии
- Кафедра психологии
- Кафедра теории и истории украинской и мировой литературы

Факультет иностранных языков
- Кафедра теории и практики перевода
- Кафедра английской филологии
- Кафедра германской филологии
- Кафедра романских языков и мировой литературы
- Кафедра иностранных языков профессионального направления

Экономический факультет
- Кафедра учёта, анализа и аудита
- Кафедра финансов и банковского дела
- Кафедра менеджмента и поведенческой экономики
- Кафедра международных экономических отношений
- Кафедра маркетинга
- Кафедра бизнес-статистики и экономической кибернетики
- Кафедра предпринимательства, корпоративной и пространственной экономики
- Кафедра математики и математические методы в экономике

Юридический факультет
- Кафедра хозяйственного права
- Кафедра гражданского права и процесса
- Кафедра теории и истории государства и права и административного права
- Кафедра конституционного, международного и уголовного права

Факультет химии, биологии и биотехнологий
- Кафедра биофизической химии и нанобиотехнологий
- Кафедра биофизики и физиологии
- Кафедра ботаники и экологии
- Кафедра зоологии
- Кафедра неорганической, органической и аналитической химии
- Учебно-научный центр экспериментальной химии
- Кафедра педагогики, физической культуры и управления образованием

## Руководители
Директора
- Евдокименко, Александр Васильевич (1937—1938, педагогический институт)
- Ксенофонтов, Сергей Алексеевич (1940—1961, педагогический институт)
- Хорошайлов, Николай Федорович (1961—1964, педагогический институт и филиал Харьковского университета)

Ректоры (единого университета)
- Литвиненко, Леонид Михайлович (1965—1968, Донецкий государственный университет)
- Шевляков, Юрий Андреевич (1968—1970, Донецкий государственный университет)
- Тимошенко, Григорий Маркович (1970—1975, Донецкий государственный университет)
- Пономаренко, Григорий Яковлевич (1975—1986, Донецкий государственный университет)
- Шевченко, Владимир Павлович (1986—2010, Донецкий государственный университет, Донецкий национальный университет)
- Гринюк Роман Фёдорович (с ноября 2012 года, Донецкий национальный университет)

Ректоры Донецкого национального университета имени Василия Стуса (после эвакуации в Винницу)
- Гринюк Роман Фёдорович (с сентября 2014 года, Донецкий национальный университет, Донецкий национальный университет имени Василия Стуса c 2016)

Ректоры Донецкого национального университета (Донецк, ДНР)
- Барышников Сергей Анатольевич сентябрь 2014 - март 2015
- Беспалова Светлана Владимировна с марта 2015